# 五担岗遗址
五担岗遗址位于中国安徽省马鞍山市花山区霍里街道丰收行政村内秀山、窑头两个自然村之间，市区至濮塘风景区途中，为一处地处长江中下游的商周时期人类居住遗址，原为由河道环绕的台型村落，总面积约20万平方米。该遗址发现于1984年，2002年4月由安徽省文物考古研究所进行了首次部分抢救性发掘，发掘面积3000平方米，出土文物近400件，包括石器、陶器、青铜器、原始瓷器和骨制品等，分生产工具、生活用具和兵器三类，2009年3月-10月由安徽省文物考古研究所和南京大学历史系进行了第二次部分抢救性发掘，发掘面积3800平方米，再次出土文物近400余件，并发现商周时期水井遗迹。